# Wereldbeker voetbal 1970

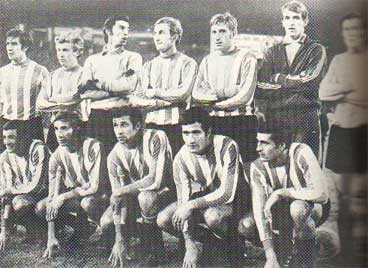
Het elftal van Estudiantes de La Plata in 1970

De Wereldbeker van 1970 werd gespeeld tussen de Nederlandse voetbalclub Feyenoord en de Argentijnse club Estudiantes de La Plata. Estudiantes mocht meedoen omdat ze in het seizoen 1969/70 de Copa Libertadores hadden gewonnen door in twee finaleduels Peñarol uit te schakelen. Feyenoord had zich gekwalificeerd door de finale van de Europacup I in 1970 met 2–1 (na verlenging) te winnen van Celtic.

## Heenwedstrijd
De heenwedstrijd werd op 26 augustus gespeeld in Buenos Aires. Al vroeg in de eerste helft stond Feyenoord na twee fouten van doelman Eddy Treijtel met 2–0 achter. Feyenoord bracht de stand op gelijke hoogte dankzij Ove Kindvall en Willem van Hanegem zodat Feyenoord thuis bij winst de wereldbeker zou veroveren, bij een gelijkspel zouden er strafschoppen worden genomen.

## Terugwedstrijd
De terugwedstrijd van deze Wereldbeker confrontatie werd op 9 september onder toeziend oog van koningin Juliana, prins Bernhard, minister-president Piet de Jong en burgemeester Wim Thomassen gespeeld in Rotterdam. Invaller Joop van Daele schoot na rust van ongeveer 20 meter hard door de benedenhoek van het doelvlak, waardoor Feyenoord met 1-0 won. Feyenoord werd daardoor de eerste Nederlandse ploeg die de wereldbeker wist te winnen.

## De bril

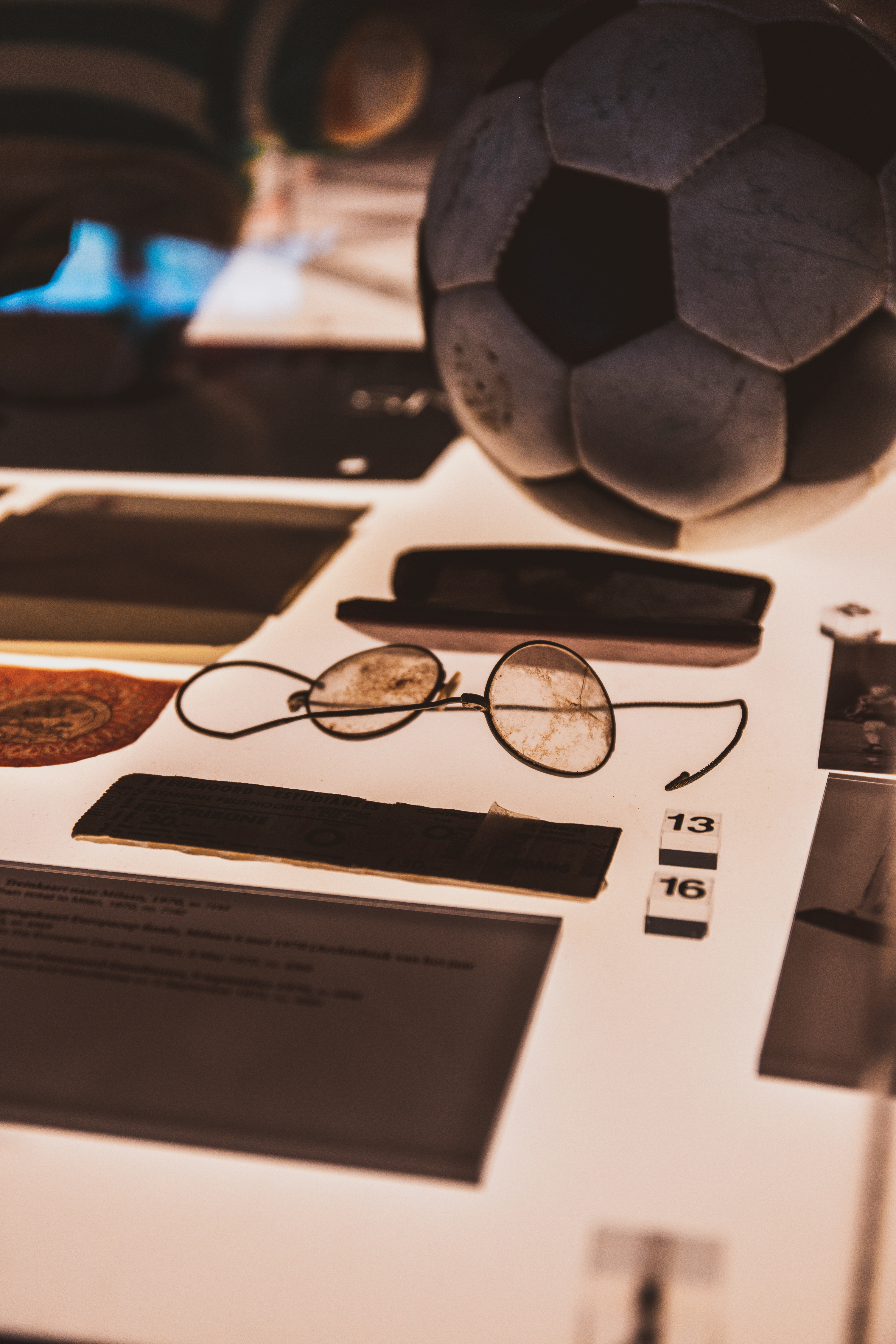
Brilletje van Joop van Daele in het Feyenoord Museum

Het verhaal van de bril is beroemd geworden. Meteen na de goal, nadat Estudiantes had afgetrapt, kwam verdediger Malbernat naar Van Daele toe. Hij rukte de bril van zijn neus. Van Daele stond even perplex maar kwam toen in actie. “Ik ging achter die man aan, maar hij gaf mijn bril snel over aan zijn ploeggenoot Carlos Pachamé, die hem vervolgens in tweeën brak." De reactie van Estudiantes' trainer Osvaldo Zubeldia was dat het in Argentinië verboden is om met een bril op te spelen. Niet veel later hebben Johnny Hoes en Luc Lutz het liedje 'Het brilletje van Van Daele' geschreven en op single uitgebracht. De bril wordt nog altijd tentoongesteld in het Feyenoord Museum als aandenken aan de ruwe finale.

## Kwalificatie

### Estudiantes
Estudiantes had een bye tot aan de halve finale:
- Copa Libertadores 1969/70:

#### Halve finale
| Thuisploeg  | Uitslag | Uitploeg    |
| ----------- | ------- | ----------- |
| River Plate | 0 - 1   | Estudiantes |
| Estudiantes | 3 - 1   | River Plate |

#### Finale
| Thuisploeg  | Uitslag | Uitploeg    |
| ----------- | ------- | ----------- |
| Estudiantes | 1 - 0   | Peñarol     |
| Peñarol     | 0 - 0   | Estudiantes |

### Feyenoord
- Europacup I 1969/70:

#### Eerste ronde
| Thuisploeg   | Uitslag | Uitploeg     |
| ------------ | ------- | ------------ |
| Feyenoord    | 12 - 2  | KR Reykjavik |
| KR Reykjavik | 0 - 4   | Feyenoord    |

#### Tweede ronde
| Thuisploeg | Uitslag | Uitploeg  |
| ---------- | ------- | --------- |
| AC Milan   | 1 - 0   | Feyenoord |
| Feyenoord  | 2 - 0   | AC Milan  |

#### Kwartfinale
| Thuisploeg         | Uitslag | Uitploeg           |
| ------------------ | ------- | ------------------ |
| FC Vörwarts Berlin | 1 - 0   | Feyenoord          |
| Feyenoord          | 2 - 0   | FC Vörwarts Berlin |

#### Halve finale
| Thuisploeg     | Uitslag | Uitploeg       |
| -------------- | ------- | -------------- |
| Legia Warschau | 0 - 0   | Feyenoord      |
| Feyenoord      | 2 - 0   | Legia Warschau |

#### Finale
| Thuisploeg | Uitslag    | Uitploeg  |
| ---------- | ---------- | --------- |
| Feyenoord  | 2 - 1 n.v. | Celtic FC |

## Finale
|                  |                        |         |                              |                                                                               |
| 26 augustus 1970 | Estudiantes            | 2 – 2   | Feyenoord                    | La Bombonera, Buenos Aires Toeschouwers: 50.500 Scheidsrechter: Rudi Glöckner |
| 26 augustus 1970 | Echecopar 6' Verón 10' | Verslag | 21' Kindvall 65' Van Hanegem | La Bombonera, Buenos Aires Toeschouwers: 50.500 Scheidsrechter: Rudi Glöckner |

| Estudiantes | Feyenoord |

|                  |    |                       |     |
|                  |    |                       |     |
| GK               | 1  | Néstor Martín Errea   |     |
| RB               | 2  | Rubén Pagnanini       |     |
| CB               | 3  | Hugo Spadaro          |     |
| CB               | 4  | Néstor Togneri        |     |
| LB               | 5  | Oscar Malbernat       |     |
| CM               | 6  | Carlos Bilardo        | 84' |
| CM               | 7  | Carlos Pachamé        |     |
| CM               | 10 | Eduardo Flores        |     |
| RW               | 8  | Juan Miguel Echecopar | 84' |
| CF               | 9  | Marcos Conigliario    |     |
| LW               | 11 | Juan Ramón Verón      |     |
| Wisselspelers:   |    |                       |     |
| MF               | 12 | Christian Rudzki      | 84' |
| DF               | 13 | Jorge Solari          | 84' |
| Coach:           |    |                       |     |
| Osvaldo Zubeldía |    |                       |     |

|                |    |                     |     |
|                |    |                     |     |
| GK             | 1  | Eddy Treijtel       |     |
| RB             | 2  | Piet Romeijn        |     |
| CB             | 3  | Theo Laseroms       |     |
| CB             | 4  | Rinus Israël        |     |
| LB             | 5  | Theo van Duivenbode |     |
| CM             | 6  | Franz Hasil         |     |
| CM             | 7  | Wim Jansen          |     |
| CM             | 8  | Willem van Hanegem  | 73' |
| RW             | 9  | Henk Wery           |     |
| CF             | 10 | Ove Kindvall        |     |
| LW             | 11 | Coen Moulijn        |     |
| Wisselspelers: |    |                     |     |
| MF             | 12 | Jan Boskamp         | 73' |
| Coach:         |    |                     |     |
| Ernst Happel   |    |                     |     |

|                        |               |         |             |                                                                                |
| 9 september 1970 20:30 | Feyenoord     | 1 – 0   | Estudiantes | De Kuip, Rotterdam Toeschouwers: 63.475 Scheidsrechter: Alberto Tejada Noriega |
| 9 september 1970 20:30 | Van Daele 65' | Verslag |             | De Kuip, Rotterdam Toeschouwers: 63.475 Scheidsrechter: Alberto Tejada Noriega |

| Feyenoord | Estudiantes |

|                |    |                     |     |
|                |    |                     |     |
| GK             | 1  | Eddy Treijtel       |     |
| RB             | 2  | Piet Romeijn        |     |
| CB             | 3  | Theo Laseroms       |     |
| CB             | 4  | Rinus Israël        |     |
| LB             | 5  | Theo van Duivenbode |     |
| CM             | 6  | Franz Hasil         | 46' |
| CM             | 7  | Wim Jansen          |     |
| CM             | 8  | Willem van Hanegem  |     |
| RW             | 9  | Henk Wery           |     |
| CF             | 10 | Ove Kindvall        |     |
| LW             | 11 | Coen Moulijn        | 60' |
| Wisselspelers: |    |                     |     |
| MF             | 12 | Jan Boskamp         | 46' |
| FW             | 13 | Joop van Daele      | 60' |
| Coach:         |    |                     |     |
| Ernst Happel   |    |                     |     |

|                  |    |                    |     |
|                  |    |                    |     |
| GK               | 1  | Oscar Pezzano      |     |
| RB               | 2  | Oscar Malbernat    |     |
| CB               | 3  | Hugo Spadaro       |     |
| CB               | 4  | Néstor Togneri     |     |
| LB               | 5  | José Hugo Medina   |     |
| CM               | 6  | Carlos Bilardo     |     |
| CM               | 7  | Carlos Pachamé     |     |
| CM               | 10 | Eduardo Flores     |     |
| RW               | 8  | Daniel Romeo       | 61' |
| CF               | 9  | Marcos Conigliario | 51' |
| LW               | 11 | Juan Ramón Verón   |     |
| Wisselspelers:   |    |                    |     |
| MF               | 12 | Christian Rudzki   | 51' |
| DF               | 13 | Rubén Pagnanini    | 61' |
| Coach:           |    |                    |     |
| Osvaldo Zubeldía |    |                    |     |

| Winnaar Wereldbeker voetbal 1970            |
| ------------------------------------------- |
| Feyenoord 1e titel (1e keer wereldkampioen) |